# Eustomias spherulifer
Eustomias spherulifer és una espècie de peix de la família dels estòmids i de l'ordre dels estomiformes.

## Morfologia
- Els mascles poden assolir 15 cm de longitud total.[3][4]

## Hàbitat
És un peix marí i d'aigües subtropicals que viu fins als 1.900 m de fondària.

## Distribució geogràfica
Es troba a l'Atlàntic oriental i a l'Atlàntic occidental (davant les costes del Brasil).